# Rosario de Lerma (departement)

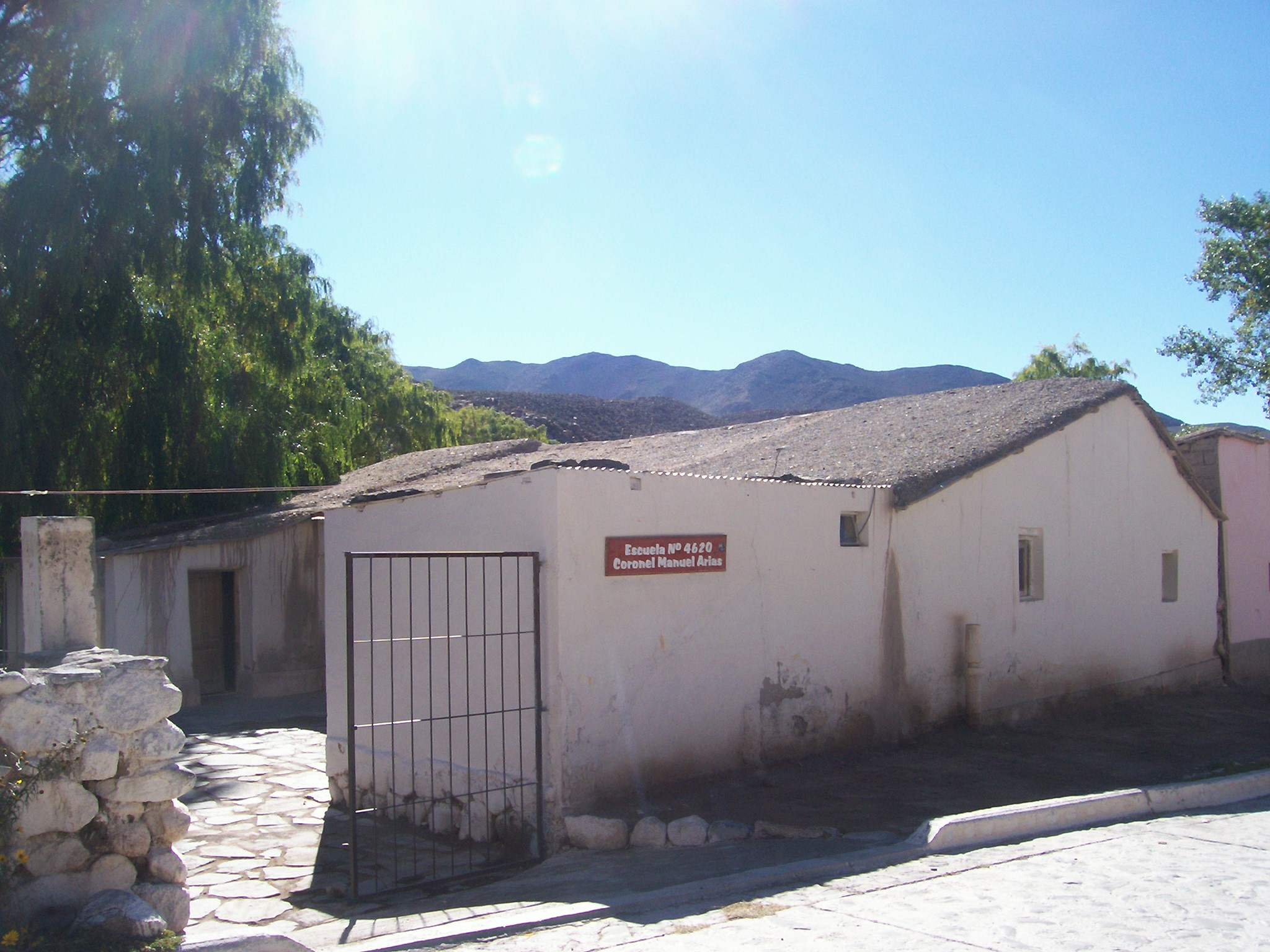
Škola v Santa Rosa de Tastil

Rosario de Lerma je departement v provincii Salta v Argentině. Jeho hlavní sídla jsou Rosario de Lerma (hlavní město) a Campo Quijano.

## Geografie

### Přehled
Departement se nachází na severo-středu provincie, v blízkosti And, a zahrnuje část Puny de Atacama. Sousedí s provincií Jujuy a departementy La Caldera, Hlavní, Cerrillos, Chicoana, Cachi a La Poma. Územní pás spojující severní a jižní stranu departementu La Poma odděluje Rosario de Lerma od departementu Los Andes.

### Místa
Města a obce:
- Rosario de Lerma (17 871 obyvatel)
- Campo Quijano (7 274 obyvatel)
- La Silleta (1 256 obyvatel)
- Santa Rosa de Tastil (11 obyvatel)

Další lokality a místa:
- Abra Muñano
- Alfarcito
- Cachiñal
- Chorrillos
- Diego de Almagro
- El Alisal
- El Rosal
- El Manzano
- Gobernador Solá
- Incahuasi
- Incamayo
- Ingeniero Maury
- Las Cuevas
- Manizales
- Meseta
- Puerta Tastil
- San Bernardo de las Zorras
- Tacuara
- Villa Angélica